# Stegen

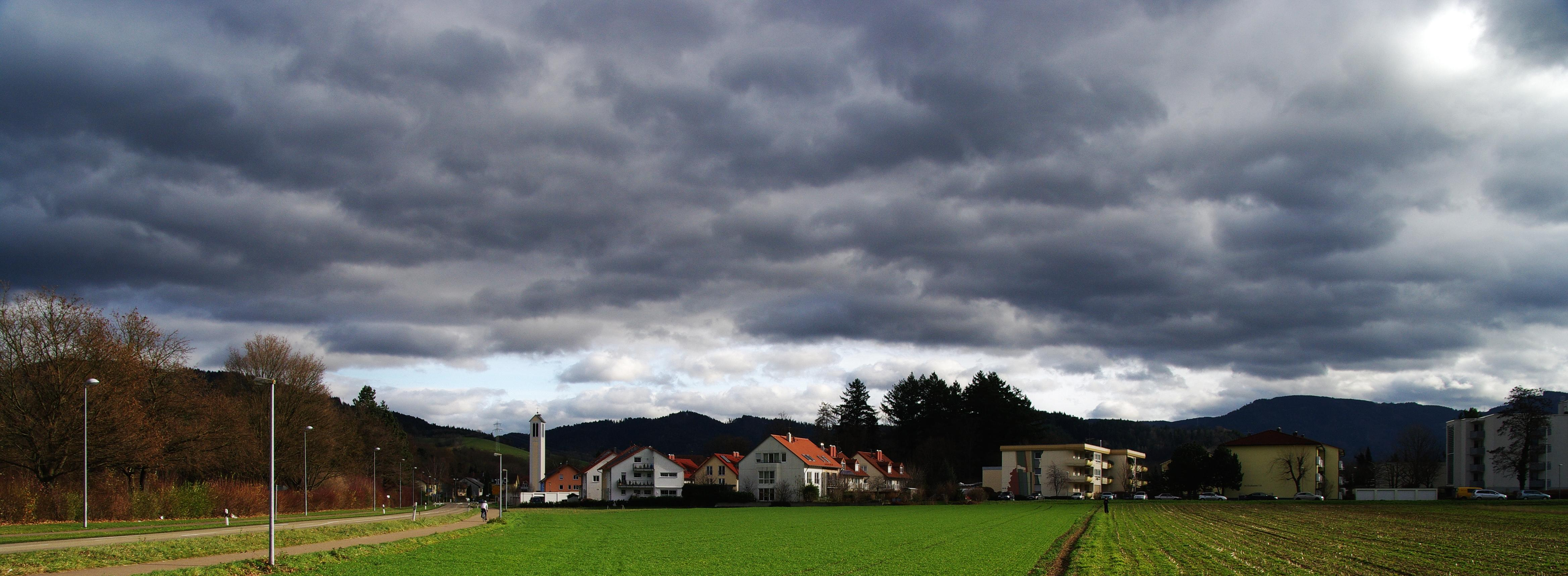
Blick von Westen auf Stegen, von Freiburg-Ebnet her

Stegen ist eine Gemeinde im Südschwarzwald im Landkreis Breisgau-Hochschwarzwald (Baden-Württemberg, Deutschland).

## Geografie

### Geografische Lage
Die im Siedlungsgürtel von Freiburg im Breisgau im oberen Dreisamtal gelegene Gemeinde Stegen befindet sich im Naturpark Südschwarzwald ungefähr 8 km (Luftlinie) östlich von Freiburg. Sie breitet sich nördlich des Zusammenflusses von Rotbach und Wagensteigbach zur Dreisam aus. Ihr Kernort wird vom Eschbach (einem Dreisamzufluss) durchflossen.

### Nachbargemeinden
Nachbargemeinden von Stegen sind: St. Peter im Nordosten, Buchenbach im Südosten, Kirchzarten im Süden, Glottertal im Norden und Freiburg im Breisgau im Westen.

### Gemeindegliederung
Zur Gemeinde Stegen mit den bis in die 1970er Jahre selbstständigen Gemeinden Eschbach im Schwarzwald und Wittental gehören 34 Dörfer, Weiler, Zinken, Höfe und Häuser. Zur ehemaligen Gemeinde Eschbach im Schwarzwald gehören die Zinken Berlachen, Engelberg, Hintereschbach, Obertal, Reckenberg, Steurental und Untertal, die Höfe Domilishof, Gabelsdobel, Grundhof, Kappdobel, Molzenhof, Salzberg, Scherlehäuslehof, Scherlenzendobel und Schönberg und die Wohnplätze Fußhof-Berghäusle, Geigerhäusle und Hilzihäusle. Zur Gemeinde Stegen in den Grenzen von 1974 gehören das Dorf Stegen, die Weiler Oberbirken und Unterbirken, der Zinken Rechtenbach und die Schlossanlage Schloss Weiler. Zur ehemaligen Gemeinde Wittental gehören die Weiler Wittental und Attental, die Höfe Albrechtshof, Andresenhof, Baldenwegerhof, Bankenhof, Bankscherhof, Hannisen(Hansen)-hof, Hugenhof und Rauferhof. Im Gemeindeteil Wittental liegt die abgegangene Burg Falkenbühl.

## Geschichte

### Stegen
Der Hauptort Stegen gliedert sich weiter in die Ansiedlungen Stegen, Weiler, Ober- und Unterbirken sowie Rechtenbach. Den ursprünglichen Kern bildete die Herrschaft Weiler, welche eng verbunden ist mit der seit dem 11. Jahrhundert erwähnten Herren von Weiler. Diese waren wohl Ministeriale der Zähringer und halfen beispielsweise bei der Suche nach einem geeigneten Standort für das Kloster St. Peter. Seit dem 14. Jahrhundert lag diese bei verschiedenen vorderösterreichischen Adelsfamilien, bis die Freiherren und späteren Grafen von Kageneck als letzte Grundherren in das Dreisamtal kamen. Der Name „Stegen“ ist erstmals 1510 bezeugt. Im Jahr 1810 wurde der Ort dem Großherzogtum Baden zugeordnet und zunächst dem Stabsamt St. Peter (Oberamt St. Peter) und 1819 dem Landamt Freiburg zugeteilt. 1890 wurde schließlich Rechtenbach, das noch den Schnewlin von Landeck gehörte, mit Stegen vereinigt.
1929 mietete der Orden der Herz-Jesu-Priester das Gelände des ehemaligen Schlosses an und richteten dort ein Ordenshaus ein. Nach dem Zweiten Weltkrieg wurde dort das private Gymnasium und Internat Kolleg St. Sebastian eingerichtet. Das Internat wurde 1997 aufgegeben und die Schule ging 1998 in die Trägerschaft der Schulstiftung der Erzdiözese Freiburg über.
Am 1. Juli 1974 wurde die Gemeinde Wittental nach Stegen eingemeindet. Die heutige Gemeinde Stegen wurde am 1. Januar 1975 durch Vereinigung der beiden Gemeinden Stegen und Eschbach im Schwarzwald gebildet.

### Ortsteile

#### Eschbach

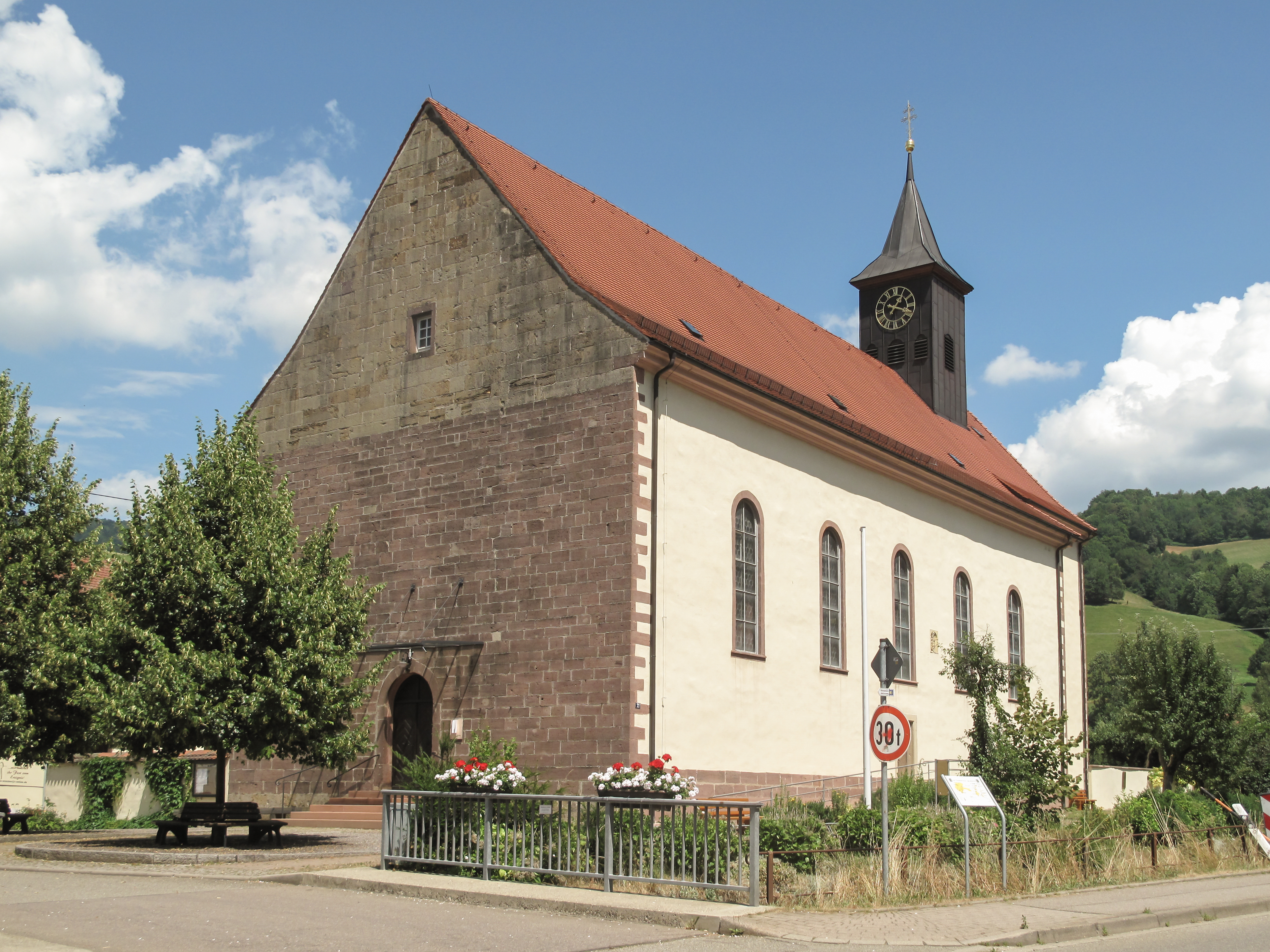
Eschbach, Sankt-Jakobus-Pfarrkirche

Das Eschbachtal mit seinen Seitentälern wurde 1112 erstmals erwähnt und gehörte zu einem Teil dem Kloster St. Peter auf dem Schwarzwald. Der andere Teil, zuerst Dinghof des Klosters Einsiedeln, gelangte schließlich an die Freiherren von Sickingen, bis sie ihren Besitz 1808 an das Land Baden verkauften. Die beiden Teile Eschbachs wurden 1811 zu einer Gemeinde im Landamt Freiburg vereinigt. Die Gemeinde führte vom 23. Februar 1973 bis zur Vereinigung mit Stegen den Namenszusatz im Schwarzwald.

#### Wittental
Zu Anfang des 19. Jahrhunderts wurde aus den Ansiedlungen Attental, Wittental und dem Baldenwegerhof die Gemeinde Wittental geschaffen. Erstmals erwähnt wurden Ober- und Unterwittental im 13. Jahrhundert im Besitzverzeichnis des Klosters St. Märgen. Die Herrschaft kam Ende des 16. Jahrhunderts an die Freiherren von Sickingen-Hohenburg. Wittental bildete mit Zarten einen Gemeindeverband, bis 1813 die Vereinigung Attentals mit Wittental erfolgte.
In Wittental liegt die Villa Baldenweger, gebaut worden lassen 1911 von Friedrich Schueler- van Krieken (1885–1936), Mentor von Adolf Hitler, in der Nähe des von ihm 1910 gekauften Baldenwegerhof. Heute ist das Anwesen eine Außenstelle des Forstzoologischen Instituts der Albert-Ludwigs-Universität Freiburg.

### Religionen
In Stegen gibt es die katholische Kirchengemeinde Herz Jesu, die Katholiken in Eschbach gehören zur St.-Jakobus-Gemeinde, die evangelische Versöhnungsgemeinde Stegen betreut auch evangelische Christen in Buchenbach, St. Peter und St. Märgen.

## Politik

### Gemeinderat
Die Kommunalwahl am 9. Juni 2024 führte bei einer Wahlbeteiligung von 73,5 % (+ 2,3) zu folgendem Ergebnis:
| Partei / Liste | Stimmenanteil | G/V   | Sitze | G/V |
| -------------- | ------------- | ----- | ----- | --- |
| CDU            | 30,1 %        | − 2.0 | 4     | − 1 |
| FWG            | 31,1 %        | − 1,3 | 5     | ± 0 |
| Die Grünen     | 24,2 %        | − 0,7 | 3     | ± 0 |
| SPD            | 11,8 %        | + 1,2 | 2     | + 1 |
| LISB1          | 02,7 %        | + 2,7 | −     | −   |

G/V: Gewinne oder Verluste gegenüber der Kommunalwahl 2019
1Linke Liste – Solidarischer Breisgau
Für die Ortschaften Eschbach und Wittental bestehen eigene Ortschaftsräte.

### Bürgermeisterin
Am 18. Januar 2015 wurde Fränzi Kleeb (CDU) im ersten Wahlgang mit 68 % der Stimmen zur Bürgermeisterin gewählt. Sie trat ihr Amt am 3. April 2015 an. Bei der Bürgermeisterwahl am 12. Februar 2023 wurde sie mit 59,9 Prozent der Stimmen für eine zweite Amtszeit wiedergewählt. Sie ist die erste Bürgermeisterin im Dreisamtal. Zuvor war der ebenso parteilose Siegfried Kuster 24 Jahre Bürgermeister der Gemeinde Stegen.

### Verwaltung
Stegen gehört mit den angrenzenden Gemeinden Kirchzarten, Oberried und Buchenbach zum Gemeindeverwaltungsverband Dreisamtal mit Sitz in Kirchzarten.

### Wappen

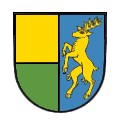
Stegen vor 1975

Der Gemeinde Stegen wurde nach der Gemeindegebietsreform 1977 die Wappenurkunde für das Wappen verliehen:
In Gold (Gelb) eine entwurzelte Esche mit schwarzem Stamm und grüner Krone, worin drei goldene (gelbe) Äste in Form von Eschenblättern, vor dem Stamm ein durchgehender roter Bohlweg (Steg).
Die Esche steht für den Ortsteil Eschbach, symbolisiert aber auch den gleichnamigen Bach, der das Gemeindegebiet in ganzer Länge durchzieht. Der Bohlweg oder Steg, der bereits von der alten Gemeinde Stegen als Siegelbild verwendet wurde, erinnert an die hölzernen Wege durch das sumpfige Gelände am Ausgang des Eschbachtals. Sie gaben einst den Höfen oberhalb des Meierhofs Weiler den Namen, der heute für die gesamte Gemeinde gilt.

## Kultur und Sehenswürdigkeiten

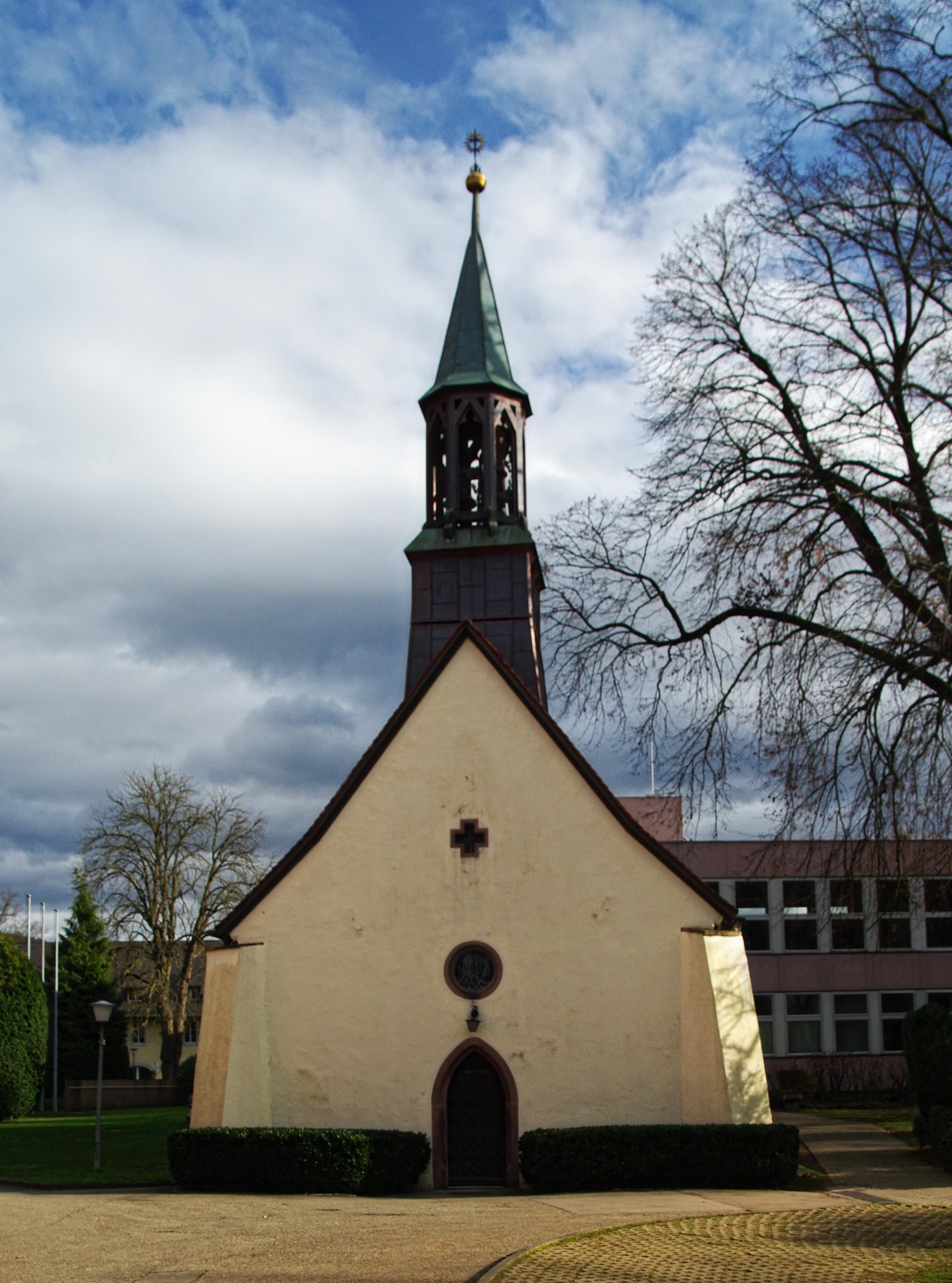
Schlosskapelle

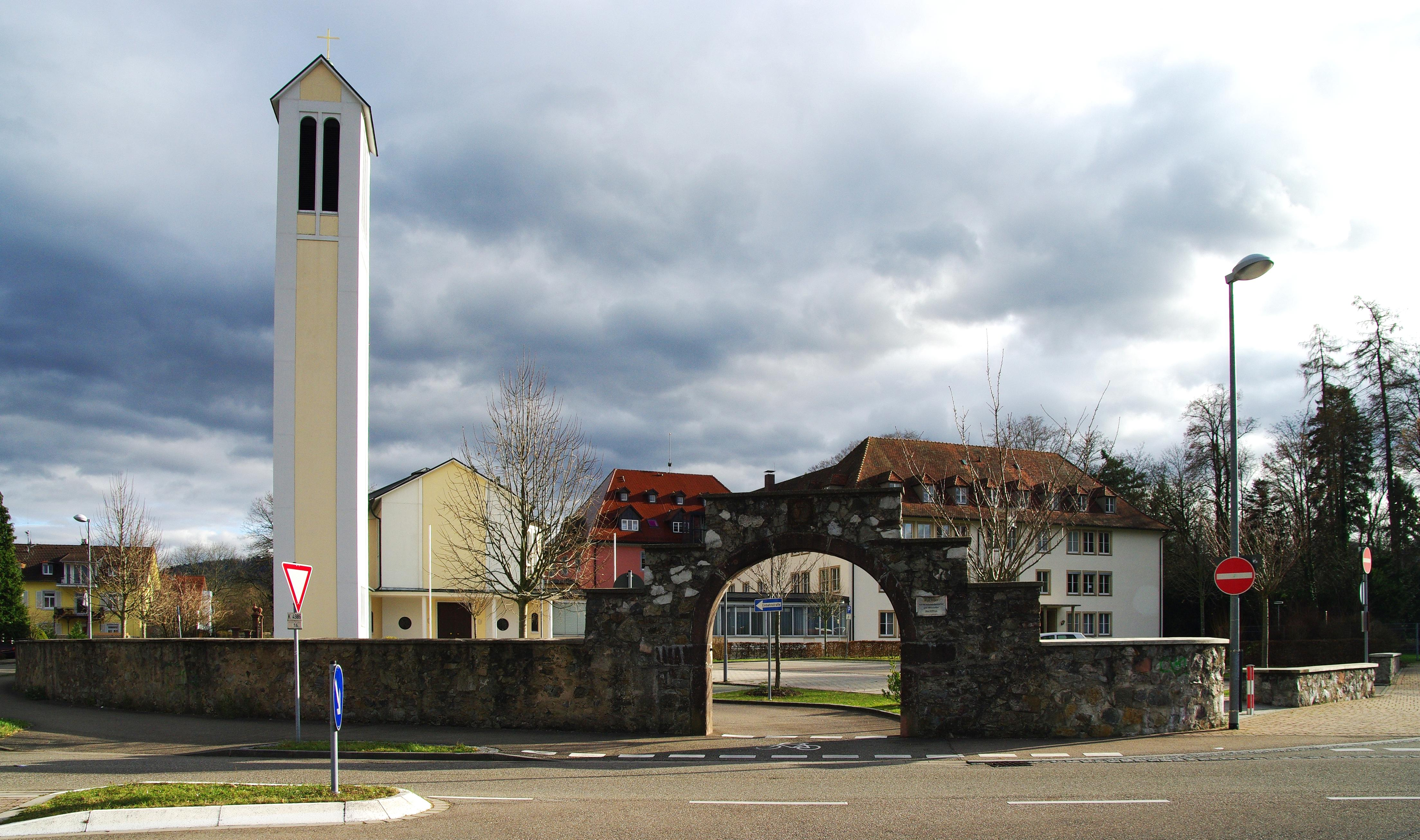
Katholische Herz-Jesu-Kirche mit Gebäuden des Kollegs St. Sebastian

### Bauwerke
- Pfarrkirche St. Jakobus in Stegen-Eschbach, mit Hochaltar, Seitenaltären, Kanzel, Kreuzaltar und Pietà von Matthias Faller (entstanden 1764 für die Lindenberg-Kapelle bei St. Peter)
- Schloss Stegen-Weiler, das Schloss der Ortsherren, zuletzt der Grafen von Kageneck, auf dessen Gelände heute das Kolleg St. Sebastian steht. Der älteste Teil ist die dem heiligen Sebastian geweihte Schlosskapelle.
- Schlangenkapelle
- Herz-Jesu-Kirche, katholische Pfarrkirche, 1959–1962 auf dem Gelände des ehemaligen Schlosses Stegen-Weiler errichtet.

### Naturdenkmäler
Stegen liegt am Schwarzwald-Querweg Freiburg-Bodensee, einem Fernwanderweg des Schwarzwaldvereins, der an vielen Naturdenkmälern vorbeiführt.

### Regelmäßige Veranstaltungen
Seit 1971 veranstaltet der FSV Rot-Weiß Stegen das mittlerweile überregional bekannte Pfingst-Sport-Fest.
Seit 1999 finden im Wittental alle zwei Jahre die Highland Games statt.

## Wirtschaft und Infrastruktur

### Verkehr
Stegen liegt in der Peripherie von Freiburg im Breisgau. Die Buslinie 7216 der Südbadenbus-Gesellschaft verbindet die Gemeinde einerseits mit Kirchzarten und Freiburg, andererseits mit St. Peter, St. Märgen und Hinterzarten im Hochschwarzwald. In Kirchzarten besteht auch eine Umsteigemöglichkeit auf die Höllentalbahn.
Für den Radverkehr soll der Radweg von Zarten nach Freiburg über die zurückgebaute Trasse der ehemaligen B 31 nach Ebnet und weiter über die Karthäuserstraße zur Freiburger Innenstadt zu einem Radschnellweg ausgebaut werden. Viele Einwohner arbeiten in der nahen Großstadt, die mit dem Auto über die Landesstraße 133 leicht erreichbar ist.

### Bildung

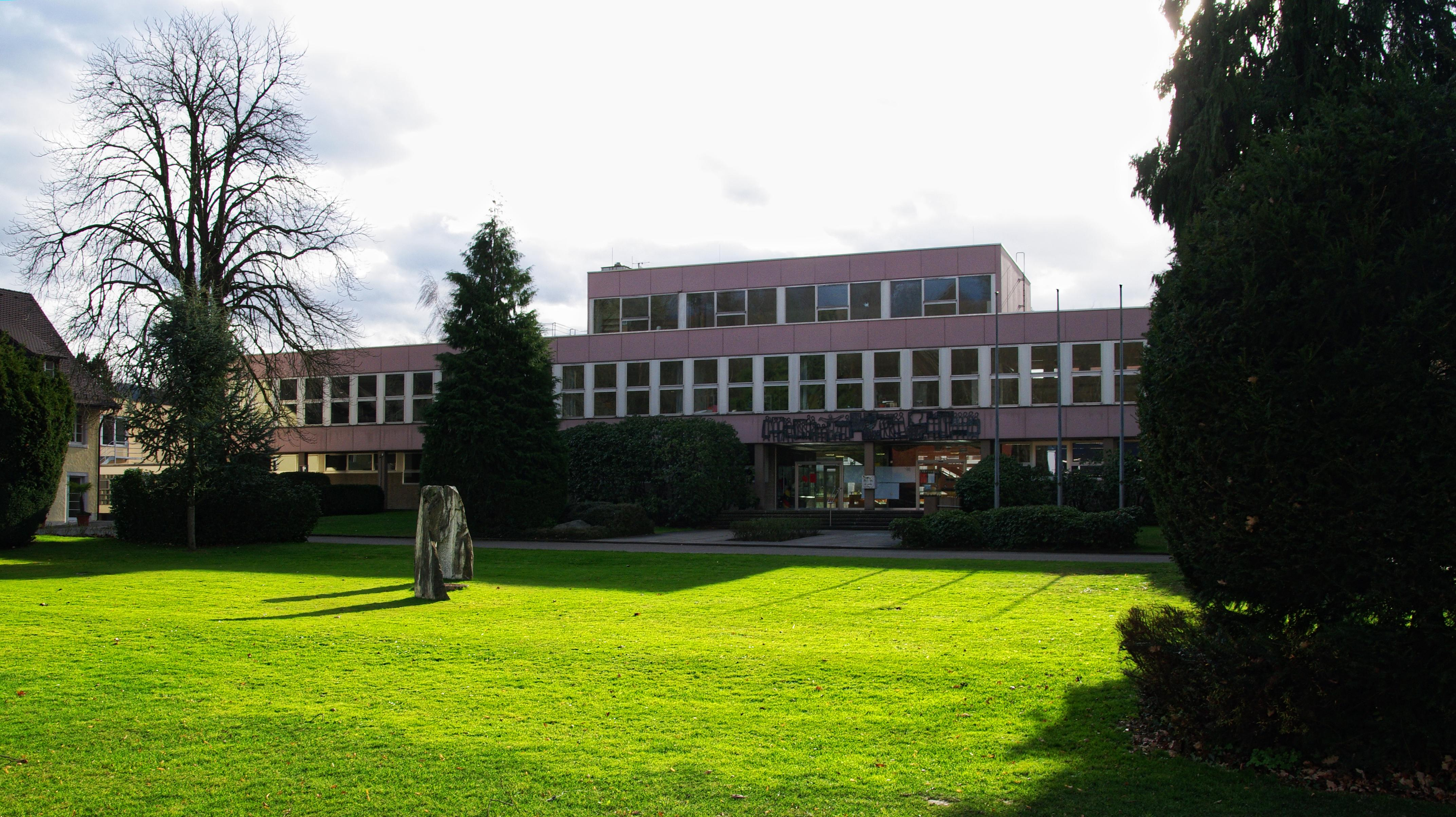
Kolleg St. Sebastian

- In der Gemeinde gibt es eine Grund- und Hauptschule mit Werkrealschule und eine Grundschule in Eschbach.
- Das staatlich anerkannte katholische allgemeinbildende Gymnasium Kolleg St. Sebastian wird von Schülern aus dem gesamten Dreisamtal und aus Freiburg besucht. Es befindet sich auf dem Gelände des ehemaligen Schlosses. Träger ist seit 1998 die Schulstiftung der Erzdiözese Freiburg.
- Ferner besteht in Stegen ein überregionales Bildungs- und Beratungszentrum für Hörgeschädigte (BBZ), eine staatliche Schule mit Internat. Sie bietet Bildungsangebote vom Kindergarten über alle Schularten bis zum Gymnasium.
- Viele Schüler besuchen auch das nahe Marie-Curie-Gymnasium in Kirchzarten.
- Kindergärten gibt es in Stegen (katholisch) und in Eschbach (kommunal), sowie in Stegen den Inklusionskindergarten am BBZ Stegen.
- In Wittental betreibt das Forstzoologische Institut der Albert-Ludwigs-Universität Freiburg i. Br. eine Außenstelle.
- Zum Bildungsangebot gehört auch die Ökumenische Gemeindebücherei Stegen.

## Persönlichkeiten

### Söhne und Töchter von Stegen
- Michael Rombach (* 1967), deutscher Physiker und Medienmanager

### Personen, die hier wirkten
- Pascal Bodmer (* 1991), deutscher Skispringer, lebt in Stegen
- Heinrich Middendorf (1898–1972), Priester und Missionar, war von 1938 bis 1946 Rektor des Ordenshauses der Herz-Jesu-Priester in Stegen; weil er Juden vor dem Holocaust rettete, erhielt er die Auszeichnung „Gerechter unter den Völkern“.
- August Hülsmann (1948–2021), Herz-Jesu-Priester, war von 1993 bis 1998 Rektor des Ordenshauses und des Kollegs St. Sebastian.
- Lotte Paepcke (1910–2000), Schriftstellerin, fand Zuflucht und Versteck vor den Nationalsozialisten im Kloster Stegen der Herz-Jesu-Priester.